# Terese Alvén
Marie Terese Alvén, född 5 juni 1982 i Stockholm, död 11 juni 2019, var en svensk hälsoinspiratör, författare och skribent. 
Terese Alvén blev en av Sveriges allra första träningsbloggare när hon startade Spark i baken år 2007. Efter att ha varit tidningen Amelias hälso- och träningsbloggare under ett års tid  återgick Alvén till att blogga på egen plattform och under eget namn i augusti 2017.
I juni 2017 blev Terese Alvén utsedd till en av Sveriges 10 bästa hälsobloggare av tidningen SportHälsa. Alvén har sedan tidigare utmärkelserna Årets Hälsoprofil och Guldäpplet, som delas ut av tidningen Hälsa. År 2009 blev bloggen Spark i baken framröstad till Årets bästa träningsblogg av tidningen Cosmopolitan.
Förutom bloggandet var Alvén aktiv som föreläsare inom ämnen som berör barns hälsa, träning med familjen och hur man besegrar en ätstörning. Alvén har även skrivit fyra böcker om träning och kost.
Hon var gift med innebandydomaren Glenn Boström (född 1974) till sin död 2019. Hon avled till följd av äggstockscancer.
Terese Alvén är begravd på Spånga kyrkogård.